# Villa Pucarani
Villa Pucarani (auch nur: Pucarani) ist eine Ortschaft im Departamento La Paz im südamerikanischen Andenstaat Bolivien.

## Lage im Nahraum
Villa Pucarani liegt in der Provinz Loayza und ist der größte Ort im Cantón Keraya im Municipio Cairoma. Die Ortschaft liegt in einem der Täler zwischen Serranía de Sicasica und der Kordillere Quimsa Cruz auf einer Höhe von 3664 m zwischen dem Río Jalancha und dem Río Wichuraya Jahuira die sich flussabwärts zum Río Yunga Yunga vereinen, einem rechten Nebenfluss des Río de la Paz.

## Geographie
Villa Pucarani liegt zwischen dem bolivianischen Altiplano im Westen und dem Amazonas-Tiefland im Osten. Die Region weist ein typisches Tageszeitenklima auf, bei dem die Temperaturunterschiede zwischen Tag und Nacht größer sind als die mittleren Temperaturunterschiede zwischen den Jahreszeiten.
Die mittlere Durchschnittstemperatur der Region liegt bei 9 °C, der Jahresniederschlag beträgt 500 bis 600 mm (siehe Klimadiagramm Viloco), mit einer ausgeprägten Trockenzeit von Mai bis August mit Monatswerten von unter 15 mm Niederschlag.

## Verkehrsnetz
Villa Pucarani liegt in einer Entfernung von 165 Straßenkilometern südöstlich von La Paz, der Hauptstadt des gleichnamigen Departamentos.
Von La Paz führt eine Landstraße in südlicher Richtung entlang des Río de la Paz, am Valle de la Luna vorbei bis hinter Mecapaca. Dort verlässt die Straße das Tal und führt in südöstlicher Richtung durch die Cordillera Septentrional bis nach Cairoma und weiter in das sechs Kilometer entfernte Villa Pucarani.

## Bevölkerung
Die Einwohnerzahl der Ortschaft ist in dem Jahrzehnt zwischen den beiden letzten Volkszählungen leicht zurückgegangen:
| Jahr | Einwohner         | Quelle       |
| ---- | ----------------- | ------------ |
| 1992 | keine Detaildaten | Volkszählung |
| 2001 | 285               | Volkszählung |
| 2012 | 263               | Volkszählung |
| 2024 |                   | Volkszählung |